# محمود رضا رحیمی
محمودرضا رحیمی (زاده ۹ اسفند ۱۳۴۸) کارگردان، بازیگر و مدرس دانشگاه و مولف کتاب‌های تخصصی در زمینه بازیگری و تئاتر،  اهل ایران است. کتاب‌هایی چون حرکت در تئاتر، تربیت حس بازیگر، ‏تخیل و خلاقیت، بیان و تکلم هنرپیشه، از جمله آثار این کارگردان و مدرس دانشگاه هستند. او همچنین سابقه داوری در جشنواره‌های متعدد تئاتر را نیز در کارنامه هنری خود دارد.

## فعالیت‌ها در تئاتر
محمود رضا رحیمی اکثر اجراهای خود در دهه هشتاد و نود در سالن‌های تئاتر شهر روی صحنه برده‌است.
- روزی روزگاری سمنگان، مجموعه تئاتر شهر - سالن چهارسو ۱۴۰۲
- نمایشنامه‌خوانی سنت لائوکوئون تالار مشاهیر، مجموعه تئاتر شهر  ۱۳۹۹
- دایره گچی قفقازی تئاترشهر - سالن سایه؛ ۱۳۹۶
- کمدی شش جای هشت؛ تماشاخانه بنفش ۱۳۹۴
- مرگ فروشنده به کارگردانی نادر برهانی‌مرند تئاترشهر - سالن اصلی؛ ۱۳۹۳ ‏
- مرکب خوانی و ارکستر مردگان تئاترشهر - سالن قشقایی ؛۱۳۹۲
- بی‌بی بیدل تئاترشهر - سالن قشقایی ۱۳۹۲
- ناتمام به کارگردانی سیما تیرانداز تئاترشهر - سالن چهارسو ۱۳۹۲
- آ سید کاظم باغ فرهنگسرای نیاوران ؛۱۳۹۲
- مقتل تئاترشهر - سالن اصلی ۱۳۸۹
- سیدروماک" یونسکو، بارسلونا، اسپانیا، پنجمین جشنواره غیررقابتی دانشجویان جهان؛ ۱۳۸۷ ـ جشنواره بین‌المللی تئاتر دانشگاهی ایران؛ ۱۳۸۸‏
- کهکشان بدن" آتن، یونان، پنجمین جشنواره استادان تئاتر؛ ۱۳۸۸
- ضامن، فرهاد نقد علی بجنورد، جشنواره تئاتر رضوی؛ ۱۳۸۷
- نمایشنامه‌خوانی‏ ‏"۳۱/۶/۷۷ " علیرضا نادری تهران، تالار مولوی؛ ۱۳۸۵
- عنکبوتی روی موهای تو تار می‌بست و من خواب می‌دیدم" (ایمپروویزه) تهران، تئاترشهر، کارگاه نمایش؛ ‏۱۳۸۵
- هدیه (پانتومیم) تهران، خانه هنرمندان؛ ۱۳۸۴
- سه خواهر(نتوان چخوف) تهران، تئاتر شهر، تالار سایه؛ ۱۳۸۳ ـ تئاترشهر، تالار نو؛ ۱۳۸۴
- چند کاپریس برای ویولون تهران، تئاتر شهر، تالار خورشید؛ ۱۳۸۲
- رکوئیم برای یک راهبه (آلبر کامو) تهران، تئاتر شهر، کافه تریای تالار اصلی؛ ۱۳۸۱‏ ‏ ‏
- تقاطع ۲۰۰۲ تهران، تئاتر شهر، تالارخورشید؛ ۱۳۸۰
- سووشون مسافر بی‌توشه منیژه محامدی‏ تهران، تئاترشهر، تالار اصلی؛ ۱۳۸۰ ‏
- ازدواج آقای می‌سی‌سی‌پی حمید سمندریان رادیو
- نمایش‌های نامربوط (کارل والنتین) تهران، تئاتر شهر، کافه تریای تالار اصلی ۱۳۷۸
- آخرین نوار کراپ (ساموئل بکت) تهران، گاراژ، خیابان کالج؛ ۱۳۷۹
- آقای توپاز (مارسل پانیول) تهران، سالن آمفی تئاتر میراث فرهنگی (هفدهمین جشنواره فجر)؛ ۱۳۷۷‏
- پدر (یوهان اگوست استریندبرگ) تهران، مؤسسه آموزش‌های هنری سمندریان؛ ۱۳۷۶ـ تئاتر شهر، سالن قشقایی؛ ۱۳۷۷‏ ‏[۱۳]
- باغ وحش شیشه‌ای (تنسی ویلیامز) تهران، آمفی تئاتر رسام هنر (ایسنا فعلی) ـ مؤسسه آموزش‌های هنری سمندریان؛ ۱۳۷۵‏
- غروب یک روز بارانی (داریوش رعیت) تهران، تالار محراب (پانزدهمین جشنواره فجر)؛ ۱۳۷۵
- اتوبوسی به نام هوس (تنسی ویلیامز) تهران، مؤسسه آموزش‌های هنری سمندریان؛ ۱۳۷۴
- خانه عروسک" (هنریک یوهان ایبسن) تهران، مؤسسه آموزش‌های هنری سمندریان؛ ۱۳۷۳
- انگشتری ژنرال ماسیاس تهران، مؤسسه آموزش‌های هنری سمندریان؛ ۱۳۷۳

## افتخارات هنری
- نشان درجه یک هنری همتراز دکتری تخصصی کارگردانی تئاتر از وزارت فرهنگ در سال ۱۳۹۵
- اجرای برتر بخش استادان، دوازدهمین جشنواره بین‌المللی تئاتر دانشگاهی ایران؛ ۱۳۸۸
- کارگردانی دوم، پنجمین جشنواره تئاتر رضوی؛ ۱۳۸۷‏
- مقاله برتر، تئاتر مقاومت؛ ۱۳۸۷
- مقاله برتر، جشن انجمن منتقدان و نویسندگان؛ ۱۳۸۷‏
- اجرای برتر تئاتر سال ایران، معرفی اجرای نمایش"چند کاپریس برای ویولون"؛ در ده نمایش برتر سال، ‏سالنامه ایران؛ ۱۳۸۳ ‏
- یادداشت برتر، جشن انجمن منتقدان و نویسندگان؛ ۱۳۸۳
- نامزد نقد برتر، جشن انجمن منتقدان و نویسندگان؛ ۱۳۸۳
- معرفی اجرای تقاطع ۲۰۰۲ "، ده نمایش برترسال، سالنامه ایران؛ ۱۳۸۱
- دانشجوی برتر ورودی‌های ۱۳۸۰ در گرایش کارگردانی دانشگاه تربیت مدرس اجرای برتر تئاتر سال ایران
- بازیگری اول مرد، دومین جشنواره استان تهران؛ ۱۳۷۵

## تدریس و آموزش
محمود رضا رحیمی چندین سال دستیار تدریس استاد حمید سمندریان بود. او در سال ۱۳۷۳ نمایش «خانه عروسک» نوشته ایبسن را به‌عنوان کارگردان و بازیگر و «انگشتری ژنرال ماسیاس» را در مقام نویسنده، کارگردان و طراح صحنه در مؤسسه آموزش‌های هنری سمندریان روی صحنه برد. سال بعد او در همین مؤسسه «اتوبوسی به‌نام هوس» نوشته تنسی ویلیامز را کارگردانی کرد.
- تدریس در دانشکده هنر و معماری تهران مرکز از ۱۳۸۱
- تدریس واحدهای: تربیت حس، حرکت، بدن، نمایش ایمایی، ترکیب در صحنه، دانشگاه آزاد اسلامی تنکابن از ۱۳۸۳
- تدریس واحدهای: بازیگری تخصصی، کارگردانی، تربیت حس، بدن، دانشگاه آزاد اسلامی اراک از ۱۳۸۴
- کارگاه نمایش‌های ایرانی، نمایش ایمایی، حرکت، بدن، تربیت حس، دانشکده سینما تئاتر، دانشگاه هنر تهران از ۱۳۸۵‏
- تدریس کارگاه تخصصی بیان (آزاد)، دانشگاه آزاد شیراز، تدریس واحدهای کارگردانی ۱۳۸۷‏
- برپایی نمایشگاه هنر بدن (هنر جدید) تهران، فرهنگسرای ابن سینا؛ ۱۳۸۷‏
- شرکت در تحریر جادوی صحنه (خاطرات صحنه‌ای عزت‌الله انتظامی) ۱۳۸۱
- شرکت در تحریر و ترجمه و ویرایش تئاتر بی‌چیز گروتفسکی ترجمه کیاسا ناظران ۱۳۸۳‏
- شرکت در تحریر درام درمانی منیژه محامدی نشر قطره ۱۳۸۴
- شرکت در ترجمه و تصحیح بازیگری میخاییل چخوف ترجمه کیاسا ناظران ۱۳۸۵
- حضور در صد رساله پایان‌نامه بازیگری، کارگردانی، نمایشنامه‌نویسی و نقاشی (پرفورمنس آرت) به عنوان استاد راهنما ‏
- داوری در پنجمین جشنواره تجربه دانشگاه هنرهای زیبا، تهران ۱۳۸۸
- داوری در چهارمین جشنواره سراسری شاهد و ایثارگر، ساری ۱۳۸۷
- داوری در سومین جشنواره سراسری شاهد و ایثارگر، یزد ۱۳۸۶
- بازبینی در دومین جشنواره منطقه ۵کشور – اردیبهشت ۱۳۸۶ – اراک‏
- برگزاری ورک شاپ روش تحقیق گروه تئاتر دانشگاه تنکابن ۱۳۸۶ ‏
- بازبینی هشتمین جشنواره تئاتر دانشگاهی در مناطق۱۳۸۲
- داوری در هشتمین جشنواره تئاتر دانشگاهی در مناطق۱۳۸۲
- داوری در جشنواره تئاتر دانشگاهی سیستان بلوچستان- زاهدان سال ۱۳۸۳
- انتصاب مدیریت کارگاه نمایش مجموعه هنری تئاتر شهر ۱۳۸۵ ‏
- عضو هیئت مدیره انجمن کارگردانان خانه تئاتر (سه دوره دو ساله از ۱۳۸۲)
- عضو هیئت مدیره خانه تئاتر
- رئیس هیئت مدیره بازیگران تئاتر